# Le Mesnil-Garnier
Le Mesnil-Garnier is een gemeente in het Franse departement Manche (regio Normandië) en telt 233 inwoners (1999). De plaats maakt deel uit van het arrondissement Coutances.

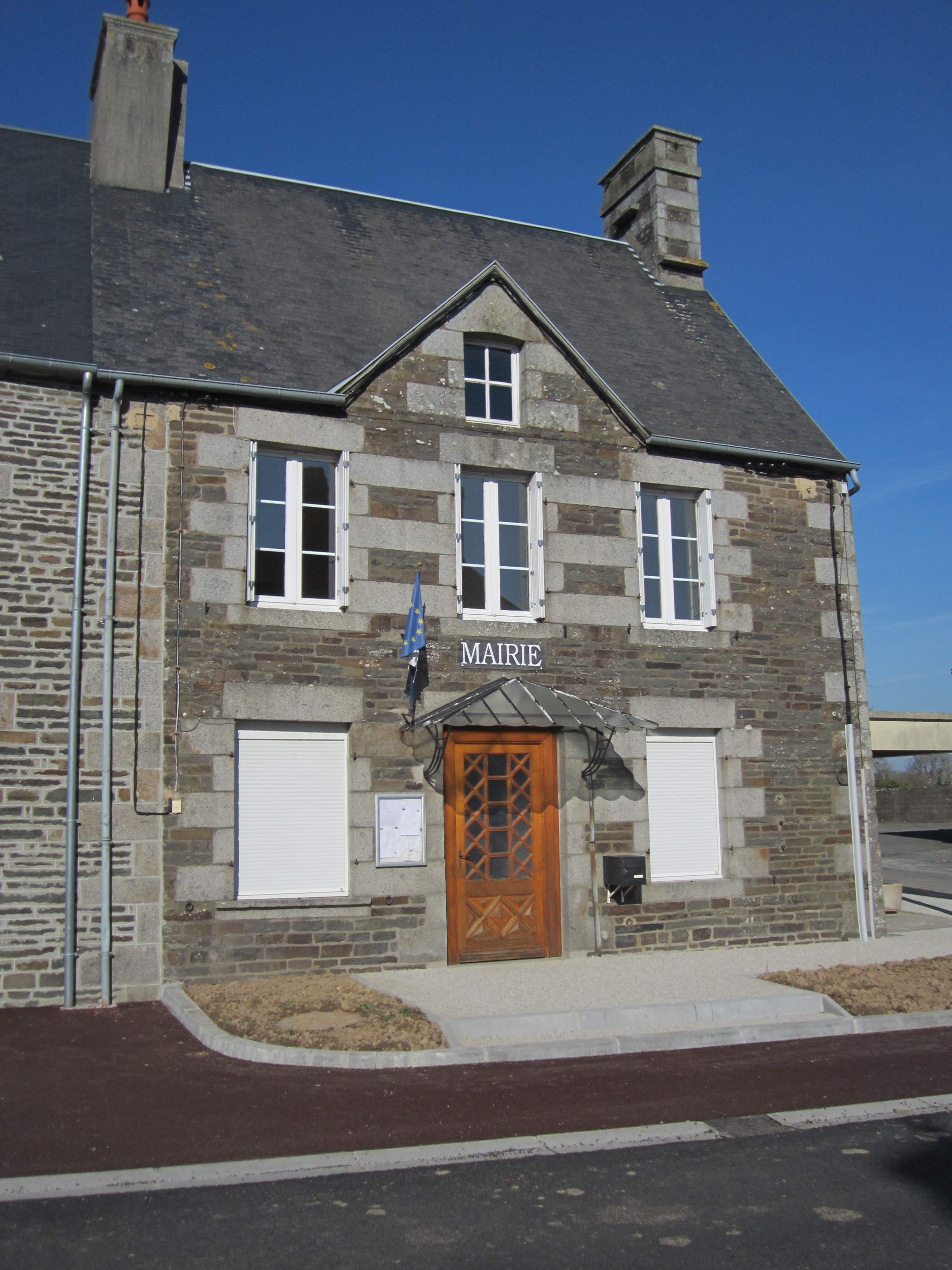
Gemeentehuis
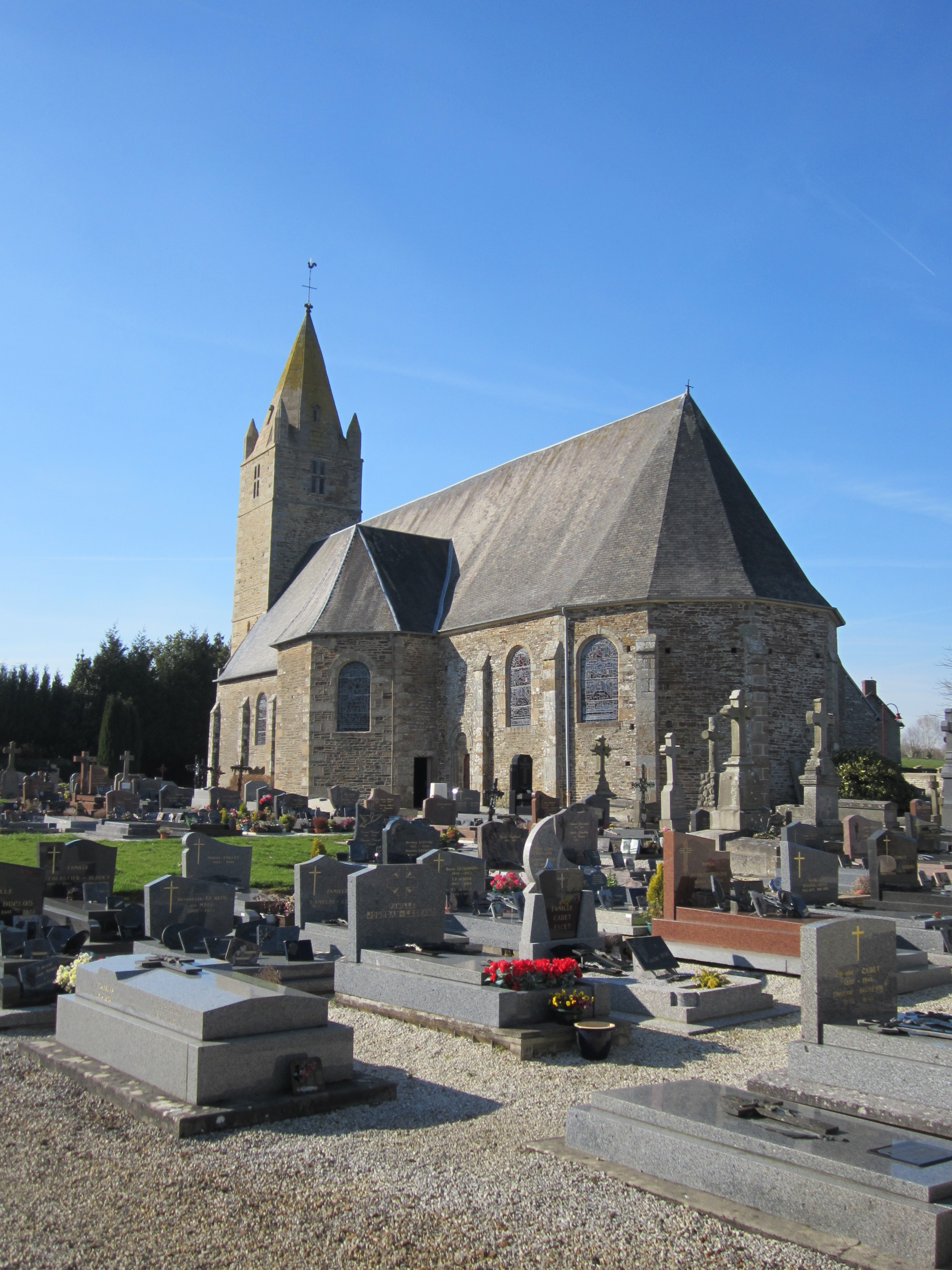
Kerk van St. Anne
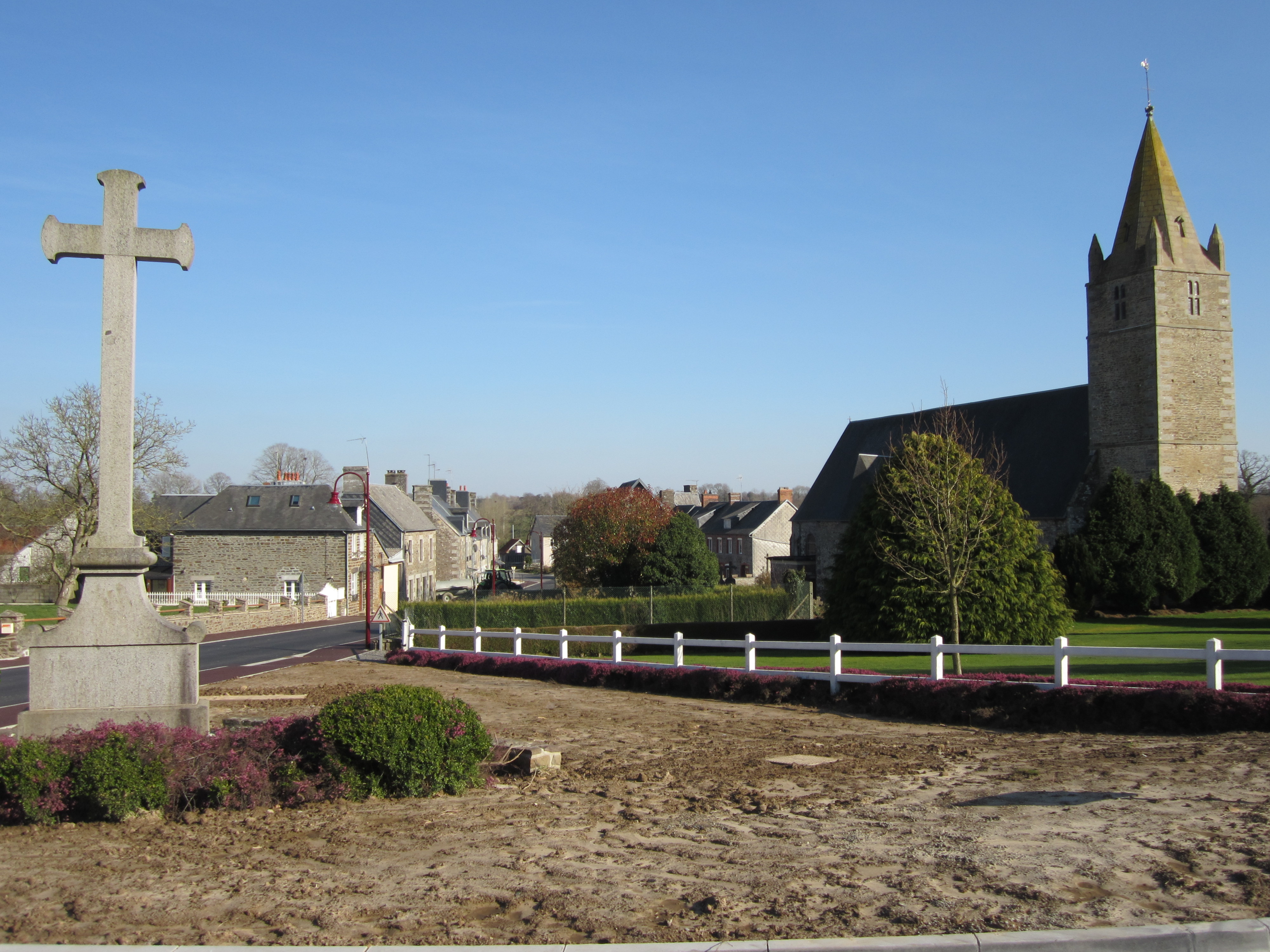
Centrum

## Geografie
De oppervlakte van Le Mesnil-Garnier bedraagt 10,4 km², de bevolkingsdichtheid is 22,4 inwoners per km².
De onderstaande kaart toont de ligging van Le Mesnil-Garnier met de belangrijkste infrastructuur en aangrenzende gemeenten.

## Demografie
Onderstaande figuur toont het verloop van het inwonertal (bron: INSEE-tellingen).

1. ↑  Populations de référence 2022.